# Ambrosini F.4 Rondone
Le F.4 Rondone est un biplace de sport et d’entrainement dessiné par Stelio Frati en 1950 et construit à une cinquantaine d’exemplaires par trois constructeurs italiens,.
C’est au CVV que fut réalisé le prototype du F.4 Rondone. Il s’agissait d’un monoplan à aile basse cantilever et train tricycle fixe construit entièrement en bois. Les deux occupants étaient installés côte à côte. Le prototype était équipé d’un Continental C.90 de 85 ch et fit son premier vol le 19 octobre 1950 piloté par Valzania.

## Aeronaut F.4 Rondone
1 moteur Continental C.90 de 90 ch. Sur un de ces appareils Inginio Guagnellini a porté le record international de vitesse sur 100 km de la catégorie à 257 km/h.

## Ambrosini F.4 Rondone
1 moteur Praga D de 75 ch.

## Lombarda F.4 Rondone
1 moteur Walter Mikron de 65 ch.